# Millbrook (Hampshire)
Millbrook – dzielnica miasta Southampton, w Anglii, w Hampshire, w dystrykcie (unitary authority) Southampton. W 2011 osada liczyła 15 382 mieszkańców. Millbrook jest wspomniana w Domesday Book (1086) jako Melebroc.